# Gare centrale de Kaiserslautern
La gare centrale de Kaiserslautern (en allemand : Kaiserslautern Hauptbahnhof) est une gare ferroviaire allemande, située au centre de la ville de Kaiserslautern, dans le Land de Rhénanie-Palatinat.

## Situation ferroviaire
La gare est située au point kilométrique (PK) 43,7 de la ligne de Mannheim à Saarbrücken entre les gares d'Hochspeyer et de Kindsbach.

## Services des voyageurs

### Desserte
Depuis 2007, Kaiserslautern Hbf accueille des trains ICE et TGV sur la relation Paris-Est - Francfort.